# HMS Upholder (P37)
L'HMS Upholder (P37) va ser un submarí de classe U de la Royal Navy construït per Vickers-Armstrong a Barrow-in-Furness. Se li va posar la quilla el 30 d'octubre de 1939, batejat el 8 de juliol de 1940 per la senyora Doris Thompson, esposa d'un director dels constructors. El submarí es va posar en servei el 31 d'octubre de 1940. Era un dels quatre submarins de classe U que tenien dos tubs de torpede externs a la proa a més dels 4 interns instal·lats a tots els vaixells. Van ser exclosos dels altres perquè interferien amb el manteniment de la profunditat a la profunditat del periscopi.

## Carrera

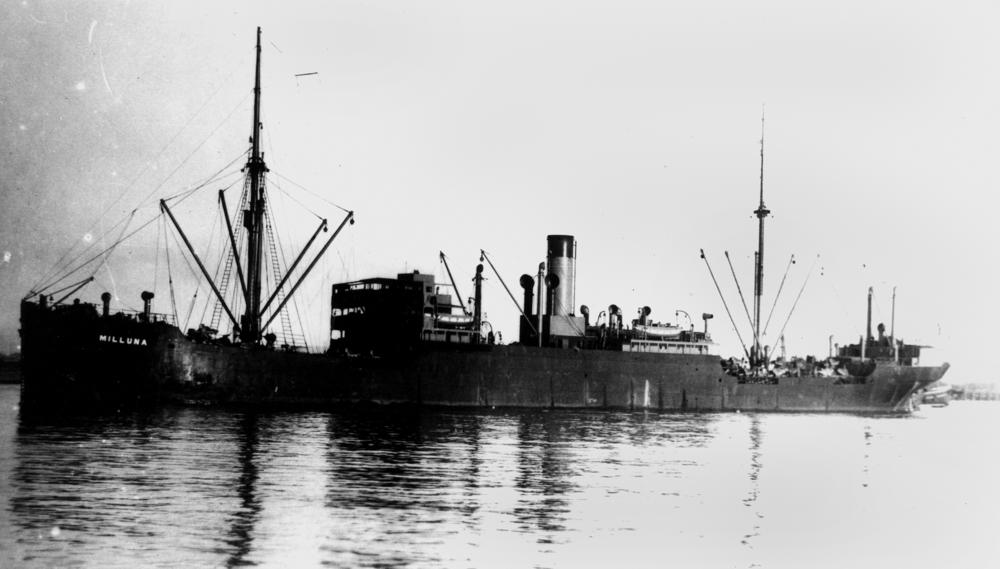
El vaixell de càrrega italià Tembien, que l'Upholder va enfonsar el 1942 amb la pèrdua de gairebé 500 homes.

Va ser comandat durant tota la seva carrera pel tinent comandant Malcolm David Wanklyn, i es va convertir en el submarí britànic amb més èxit de la Segona Guerra Mundial. Després d'un període de treball, va marxar a Malta el 10 de desembre de 1940 i va ser adscrita a la 10a Flotilla de submarins amb seu allà. Va completar 24 patrulles, enfonsant 93.031 tones de vaixells enemics, inclosos quatre vaixells de guerra; el destructor de classe Maestrale Libeccio després de la batalla del comboi Duisburg, dos submarins (el Tricheco i l'Ammiraglio Saint-Bon) i un dragamines auxiliar, i deu vaixells mercants; tres vaixells de tropes, sis vaixells de càrrega, i un transport auxiliar.
Wanklyn va rebre la Creu Victòria per una patrulla en ell el 1941, que va incloure un atac a un comboi especialment ben defensat el 24 de maig de 1941 en què l'Upholder va enfonsar el vaixell de tropes italià Conte Rosso de 17.879 TRB. El 28 de juliol de 1941 va danyar el creuer italià Giuseppe Garibaldi (9500 tones). El 18 de setembre de 1941 va enfonsar dos vaixells de tropes amb poca distància l'un de l'altre: els vaixells germans Neptunia (19.475 TRB) i Oceania (19.507 TRB).
L'Upholder també va danyar el vaixell de càrrega alemany Duisburg (7.389 TRB), el vaixell cisterna francès Capitaine Damiani (4.818 TRB), els carguers italians Dandolo (4.964 TRB) i Sirio (5.223 TRB) i va destruir el naufragi del vaixell de càrrega alemany Arta (2.425 TRB) del comboi Tarigo ja a terra .

### Pèrdua
L'Upholder es va perdre amb totes la tripulació en la seva 25a patrulla, que havia de ser la darrera abans de tornar a Anglaterra. Va marxar a patrullar el 6 d'abril de 1942 i va desaparèixer el 14 d'abril. El 12 d'abril se li va ordenar, amb l'HMS Urge i el HMS Thrasher formar una línia de patrulla per interceptar un comboi, però no se sap si va rebre el senyal.

#### Teories sobre la seva pèrdua
L'explicació més probable de la seva pèrdua és que després de ser descobert per un hidroavió de reconeixement, va ser víctima de càrregues de profunditat llançades pel torpediner italià de classe Orsa Pegaso al nord-est de Trípoli el 14 d'abril de 1942 a la posició 34° 47′ N, 15° 55′ E / 34.783°N,15.917°E, encara que no es van veure residus a la superfície. L'atac va ser a 100 milles al nord-est de l'àrea de patrulla de Wanklyn i és possible que hagi canviat de posició per trobar més objectius targets. També és possible que el submarí va ser enfonsat per una mina l'11 d'abril de 1942 prop de Trípoli, quan es va informar d'un submarí prop d'un camp de mines. Una tercera teoria i menys probable prové d'un suposat atac aeri i de superfície a un contacte submarí per part d'avions alemanys i l'escorta d'un comboi el 14 d'abril a Misrata, però no es va trobar cap registre oficial de l'Eix d'aquesta acció després del final de la Segona Guerra Mundial.
Investigacions més recents realitzades per l'especialista naval italià Francesco Mattesini assenyalen una patrulla aèria alemanya que recolzava el mateix comboi, format per dos avions Dornier Do 17 i dos Messerschmitt Bf 110, que van atacar un contacte submarí amb bombes dues hores abans de l'incident del Pegaso. L'autor també assegura que la tripulació de l'hidroavió no estava segura de si l'objectiu que van assenyalar a Pegaso era un submarí o un esbart de dofins. Mattesini admet la possibilitat que el Pegaso hagués acabat amb el submarí danyat anteriorment per l'avió alemany.
L'investigador naval canadenc Platon Alexiades ha conclòs que les afirmacions del Pegaso i dels avions alemanys es poden desestimar directament. Examens detallats dels registres britànics mostren que el submarí no podria haver estat a les posicions on es van produir aquests atacs. Després d'una interceptació d'ULTRA i un senyal del capità S.10 (el comandant de la 10a flotilla), és molt probable que l'HMS Upholder es va perdre per una mina mentre procedia a interceptar el comboi Monreale/Unione el 13 d'abril. La seva ruta probable l'hauria acostat a un camp de mines italià posat pels destructors Alvise Da Mosto i Giovanni da Verrazzano l'1 de maig de 1941 (secció d AN del camp de mines "T") a unes 15 milles al nord de Trípoli.

## Tribut
Quan, el 22 d'agost de 1942, l'Almirallat va anunciar la seva pèrdua, el comunicat portava amb ell un homenatge inusual a Wanklyn i als seus homes: "Poques vegades és adequat que Ses Senyories distingeixin els diferents serveis prestats en el curs del servei naval, però aprofiten aquesta oportunitat per destacar els de l'HMS Upholder, sota el comandament del tinent capità David Wanklyn, per a una menció especial. Va estar emprat durant molt de temps contra les comunicacions enemigues a la Mediterrània Central, i es va fer notar per la qualitat uniformement alta dels seus serveis en aquell ardu i perillós deure. Aquest era l'estàndard d'habilitat i atreviment establert pel tinent capità Wanklyn i els oficials i homes sota les seves ordres que ells i el seu vaixell es van convertir en una inspiració no només per a la seva pròpia flotilla, sinó per a la flota de la qual formava part i per a Malta, on durant tant de temps es va basar l'HMS Upholder. El vaixell i la seva companyia han desaparegut, però l'exemple i la inspiració romanen." En total, a Upholder se li va acreditar 
haver enfonsat 97.000 tones de vaixells enemics, a més de tres submarins i un destructor.
Citat per l'Almirall de la Flota, Lord Fieldhouse GCB, GBE probablement durant la Guerra de les Malvines: "No puc fer millor que repetir el missatge únic després de l'enfonsament de l'HMS Upholder el 14 d'abril de 1942: "El vaixell i la seva companyia han desaparegut, però l'exemple i la inspiració romanen".

## Vaixells enfonsats
| Data                   | Vaixell              | País         | Tonatge    | Destí |
| ---------------------- | -------------------- | ------------ | ---------- | --- |
| 25 d'abril de 1941     | Antonietta Lauro     | Regia Marina | 5.428 TRB  | Carguer; 4 homes morts enfonsat a 34° 57′ N, 11° 44′ E / 34.950°N,11.733°E |
| 1 de maig de 1941      | Arcturus             | Kriegsmarine | 2.576 TRB  | Carguer enfonsat a 34° 38′ N, 11° 39′ E / 34.633°N,11.650°E |
| 1 de maig de 1941      | Leverkusen           | Kriegsmarine | 7.382 GRT  | Carguer enfonsat a 34° 38′ N, 11° 39′ E / 34.633°N,11.650°E |
| 24 de maig de 1941     | SS Conte Rosso       | Regia Marina | 17.789 TRB | Vaixell de tropes; 1297 homes morts i 1432 rescatats enfonsat a 36° 41′ N, 15° 42′ E / 36.683°N,15.700°E                                                                        |
| 3 de juliol de 1941    | Laura C              | Regia Marina | 6.181 GRT  | Carguer; 6 homes morts i 32 supervivents enfonsat a 37° 55′ N, 15° 44′ E / 37.917°N,15.733°E                                                                                    |
| 20 d'agost de 1941     | Enotria              | Regia Marina | 852 GRT    | Carguer; 2 homes morts enfonsat a 38° 09′ N, 12° 39′ E / 38.150°N,12.650°E |
| 22 d'agost de 1941     | Lussin               | Regia Marina | 3.988 TRB  | transport de la Marina; 83 supervivents enfonsat |
| 18 de setembre de 1941 | Neptunia             | Regia Marina | 19.475 TRB | Vaixell de tropes; pèrdues combinades amb Oceania 384 homes morts, 5434 homes salvats enfonsat a 33° 01′ N, 14° 49′ E / 33.017°N,14.817°E                                       |
| 18 de setembre de 1941 | Oceania              | Regia Marina | 19.507     | enfonsat a 33° 01′ N, 14° 49′ E / 33.017°N,14.817°E |
| 9 de novembre de 1941  | Libeccio             | Regia Marina | 1615 tones | destructor; 27 homes morts enfonsat a 36° 50′ N, 18° 10′ E / 36.833°N,18.167°E                                                                                                  |
| 5 de gener de 1942     | Ammiraglio Saint Bon | Regia Marina | 1461 tones | submarí; 59 homes morts, 3 supervivents enfonsat a 38° 22′ N, 15° 22′ E / 38.367°N,15.367°E                                                                                     |
| 27 de febrer de 1942   | Tembien              | Regia Marina | 5.584      | Carguer; 497 homes morts, inclosos 419 presoners de guerra britànics; 157 homes rescatats, inclosos 78 presoners de guerra. enfonsat a 32° 55′ N, 12° 42′ E / 32.917°N,12.700°E |
| 18 de març de 1942     | submarí Tricheco     | Regia Marina | 810        | submarí; 38 homes morts i 11 supervivents enfonsat a 40° 42′ N, 17° 57′ E / 40.700°N,17.950°E                                                                                   |
| 19 de març de 1942     | B.14/Maria           | Regia Marina | 22 GRT     | Buscamines auxiliar enfonsat a 40° 18′ N, 18° 28′ E / 40.300°N,18.467°E |